# 尼克斯鎮區 (阿肯色州達拉斯縣)
尼克斯鎮區（英語：Nix Township）是位於美國阿肯色州達拉斯縣的一個行政鎮區。

## 地方資料
尼克斯鎮區的面積為101.11平方千米，當中陸地面積為101.11平方千米，而水域面積為0.00平方千米。根據2010年美國人口普查的數據，當地共有人口117人，而人口密度為每平方千米1.16人。